# Copa Presidente de la Diputación de Jaén
La Copa Presidente de la Diputación de Jaén o simplemente Copa Diputación de Jaén es un torneo de fútbol organizado por la Federación Jiennense de Fútbol (FJF) y se celebra desde 2014.
Se disputa anualmente por clubes de la provincia de Jaén, los cuales se inscriben en la competición de forma voluntaria.

## Historia
La Federación Jiennense de Fútbol quiso impulsar una competición de fútbol para clubes jiennenses de mayor nivel ya que desde 1945 existe la Copa Subdelegado del Gobierno de Jaén, en la que compiten clubes pequeños de municipios relativamente menores al resto. Es por eso que la FJF quiso impulsar una competición para los mejores clubes de la provincia, que junto al patrocinio de la Diputación, se llevó a cabo en 2014.
Esta competición se disputa en agosto de cada año, antes del comienzo de la nuevo temporada.
El torneo consiste en enfrentamientos a partido único entre clubes de la provincia de Jaén. Consta de una fase previa y de otra final. Los partidos se celebran en el estadio del equipo peor clasificado en liga la temporada anterior.
El primer campeón de este torneo fue el Linares Deportivo, que venció al Atlético Porcuna por 0-3, en la I edición del torneo en el año 2014. La final se disputó en el estadio Matías Prats, en Torredonjimeno.
En la II edición, disputada en 2015 el campeón fue el Real Jaén, al imponerse en los penaltis por 3-4 al Atlético Mancha Real, después de un partido igualado que terminó 0-0. La final se disputó en el estadio Matías Prats, en Torredonjimeno.
La última edición disputada fue en 2016, correspondiente a la III edición. El campeón fue el Begíjar CF al ganar por 2-0 al Vilches CD. Esta vez la final se disputó en el campo municipal de fútbol de Baeza.

## Finales
A continuación se muestra una tabla con el historial de finales disputadas.
| Temporada | Campeón                  | Resultados         | Subcampeón           | Sede Final                                |
| --------- | ------------------------ | ------------------ | -------------------- | ----------------------------------------- |
| 2014      | Linares Deportivo        | 3 – 0              | Atlético Porcuna     | Estadio Matías Prats, Torredonjimeno      |
| 2015      | Real Jaén                | 0 - 0 (4 - 3 pen.) | Atlético Mancha Real | Estadio Matías Prats, Torredonjimeno      |
| 2016      | Begíjar C. F.            | 2 - 0              | Vilches C. D.        | Campo municipal de fútbol de Baeza, Baeza |
| 2017      | CD Torreperogil          | 2-1                | Villargordo CF       | Estadio municipal de Linarejos, Linares   |
| 2018      | C. D. Tugia Juego Limpio | 0-6                | Real Jaén            | Nuevo Fernández Martínez, Ibros           |
| 2019      | Begíjar C. F.            | 2 -1               | CD Torreperogil      | Juan Antonio Cañas, Villargordo           |
| 2021      | C. D. Torreperogil       | 2 - 0              | CD Úbeda Viva        | Campo municipal de fútbol de Baeza, Baeza |
|           |                          |                    |                      |                                           |

Nota: pró. = Prórroga; pen. = Penales; des. = Partido de desempate.

## Palmarés
En la siguiente tabla se muestran todos los clubes que han disputado alguna vez una final de Copa Diputación. Aparecen ordenados por número de títulos conquistados. A igual número de títulos por número de subcampeonatos y si persiste la igualdad, por antigüedad de su primer título o participación.
| Equipo               | Finales | Títulos | Último campeonato | Subcampeonatos | Último subcampeonato |
| -------------------- | ------- | ------- | ----------------- | -------------- | -------------------- |
| Real Jaén            | 2       | 2       | 2018              | -              | -                    |
| Begíjar CF           | 2       | 2       | 2019              | -              | -                    |
| CD Torreperogil      | 2       | 1       | 2017              | 1              | 2019                 |
| Linares Deportivo    | 1       | 1       | 2014              | -              | -                    |
| Villargordo CF       | 1       | -       | -                 | 1              | 2017                 |
| Vilches CD           | 1       | -       | -                 | 1              | 2016                 |
| Atlético Mancha Real | 1       | -       | -                 | 1              | 2015                 |
| Atlético Porcuna     | 1       | -       | -                 | 1              | 2014                 |
| CD Úbeda Viva        | 1       | -       | -                 | 1              | 2021                 |

Nota: * = Clubes desaparecidos
- Datos: Q21480557